# Onze-Lieve-Vrouw-ten-Hemelopnemingkerk (Heestert)

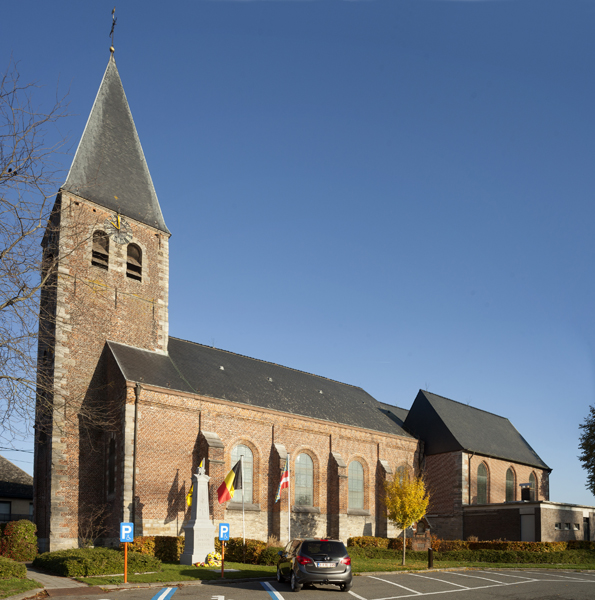
Onze-Lieve-Vrouw-ten-Hemelopnemingkerk

De Onze-Lieve-Vrouw-ten-Hemelopnemingkerk is de parochiekerk van de tot de West-Vlaamse gemeente Zwevegem behorende plaats Heestert, gelegen aan de Kerkomtrek.

## Geschiedenis
Resten van een romaans of vroeggotisch bouwwerk, gebouwd in Doornikse kalksteen, zijn nog te vinden in dezuidoostelijke muur. In 1579 werd de kerk door de beeldenstormers geplunderd.
In 1771 werd de kerk gesloopt en een nieuwe kerk met toren gebouwd. Het laatgotisch koor van begin 16e eeuw en de zijkapellen bleven bewaard. Tijdens de Franse Revolutie werd de kerk opnieuw geplunderd en in 1931 brandde de kerk af.
Bij het herstel bleef opgaand metselwerk behouden en werd de kerk in de oorspronkelijke vorm opnieuw opgetrokken. Aimé Latte was de architect.

## Gebouw
Het is een georiënteerde eenbeukige, bakstenen kerk in classicistische stijl, met halfingebouwde westtoren op vierkante plattegrond, gedekt door een tentdak. De kerk heeft een hoofdkoor en twee zijkoren, alle driezijdig afgesloten.
Om de kerk lag vroeger een kerkhof, dat in 1954 werd opgeheven. Ook is er een ommegang van zeven kapelletjes, uit 1897, voorstellende de zeven smarten van Maria.

## Interieur
Het schip wordt overkluisd door een tongewelf. Er is een doopvont van ongeveer 1700, in barokstijl. Drie biechtstoelen zijn 18e-eeuws. Ook enkele grafstenen zijn van de 18e eeuw.

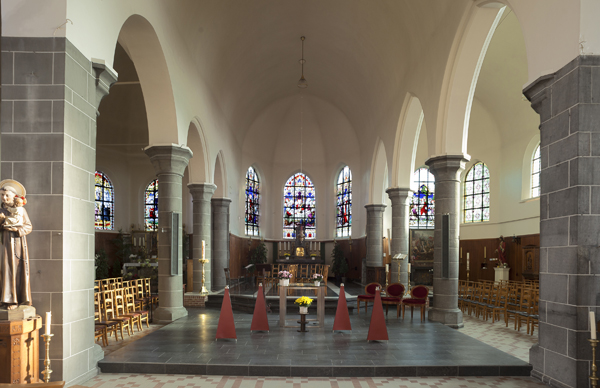
Interieur
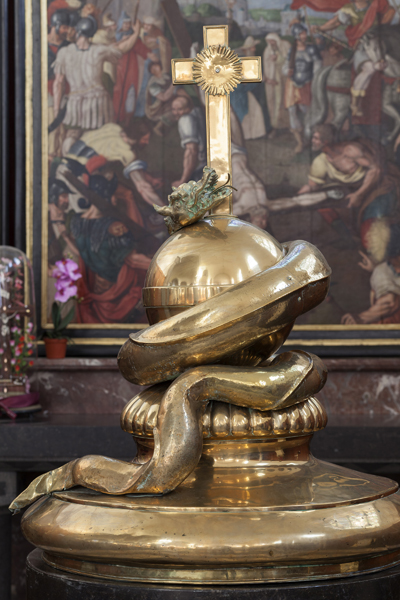
Doopvont
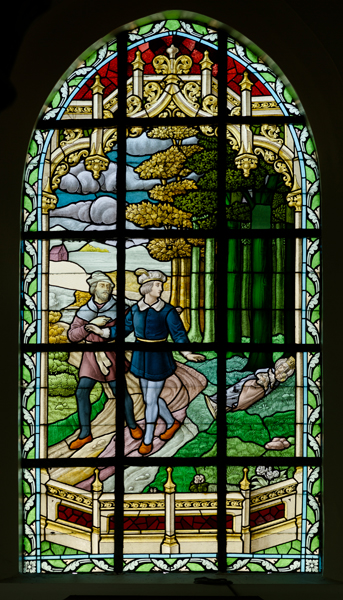
Glasraam (A. Peene-Delodder)
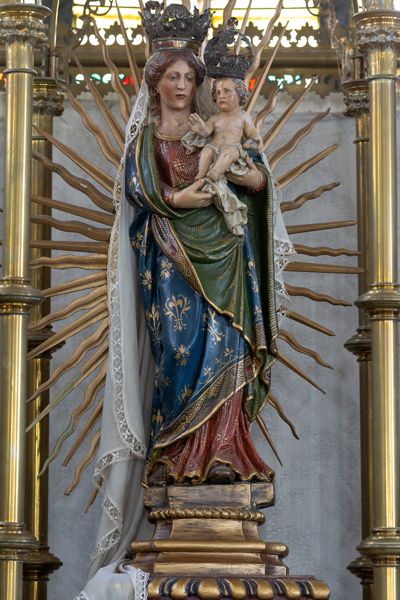
Madonna met kind
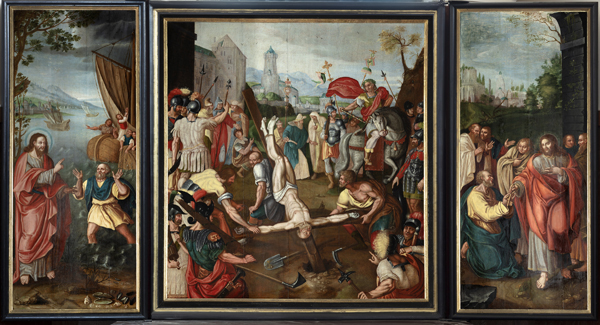
Triptiek De kruisiging van Petrus  (toegeschr. aan Karel van Mander)